# Smeddammen (Bo socken, Närke)
Smeddammen är en damm i Bo i Hallsbergs kommun i Närke och ingår i Motala ströms huvudavrinningsområde. Sjöns area är 0,03 kvadratkilometer och den befinner sig 80 meter över havet.